# Едуардо Сантос
Едуардо Сантос Монтехо (ісп. Eduardo Santos Montejo; 28 серпня 1888 — 27 березня 1974) — колумбійський публіцист і політик, п'ятнадцятий президент Колумбії.

## Біографія
Народився 1888 року в Боготі. Закінчив Університет Росаріо, згодом навчався в Парижі. Після повернення на батьківщину працював у журналістиці, зокрема був головним редактором газети «El Tiempo».
Свою політичну кар'єру Сантос починав у невеликій Республіканській партії, після занепаду якої перейшов до лав лібералів. 1930 року керував виборчою кампанією Енріке Олаї Еррери. Після перемоги на виборах останній запропонував Сантосу пост міністра закордонних справ. Від 1931 до 1932 року обіймав посаду губернатора департаменту Сантандер. За часів президентства Альфонсо Лопеса Пумарехо очолював колумбійську делегацію в Лізі Націй.
1938 року Ліберальна партія висунула Едуардо Сантоса кандидатом на пост президента. Через відмову консерваторів від участі в тих виборах вони виявились безальтернативними. За свого врядування Сантос перевів освіту на світську основу, усунувши Католицьку церкву від участі в керівництві освітнім процесом. Сантос також установив більш тісні відносини зі США та країнами Латинської Америки. Під час Другої світової війни, що почалась у той період, Колумбія зберігала нейтралітет, підтримуючи, однак, США.
Після завершення президентського терміну повернувся до керівництва Ліберальною партією. Втім за рік його усунули від партійного управління. Решту життя Сантос займався журналістикою й історією.
Помер 1974 року в Боготі.